# MR (Parijs)
MR is een historisch merk van motorfietsen.
De bedrijfsnaam was: Mandille et Roux, Constructeurs, Paris.
Dit was een lokaal Frans merk dat vooral veel sportieve successen behaalde met motorfietsen met blokken van Ydral, Sachs en Aubier Dunne, maar men maakte ook fietsen met BMA-hulpmotor. MR-motorfietsen werden buiten Frankrijk niet verkocht en de productie duurde niet lang: van 1926 tot 1928.